# Lexus RX
Lexus RX – samochód osobowy typu SUV klasy średniej, a następnie klasy wyższej produkowany pod japońską marką Lexus od 1998 roku. Od 2022 roku produkowana jest piąta generacja modelu.
Pierwszy luksusowy SUV w historii. Samochód jest najchętniej kupowanym luksusowym SUV-em w Stanach Zjednoczonych − w 2018 roku sprzedano 111,5 tys. egzemplarzy modelu. RX to również najpopularniejszy SUV w historii Lexusa. Łączna sprzedaż tego modelu od rynkowego debiutu wyniosła w 2020 roku ponad 3,1 mln egzemplarzy.

## Pierwsza generacja
Lexus RX I produkowany był w latach 1998 – 2003.

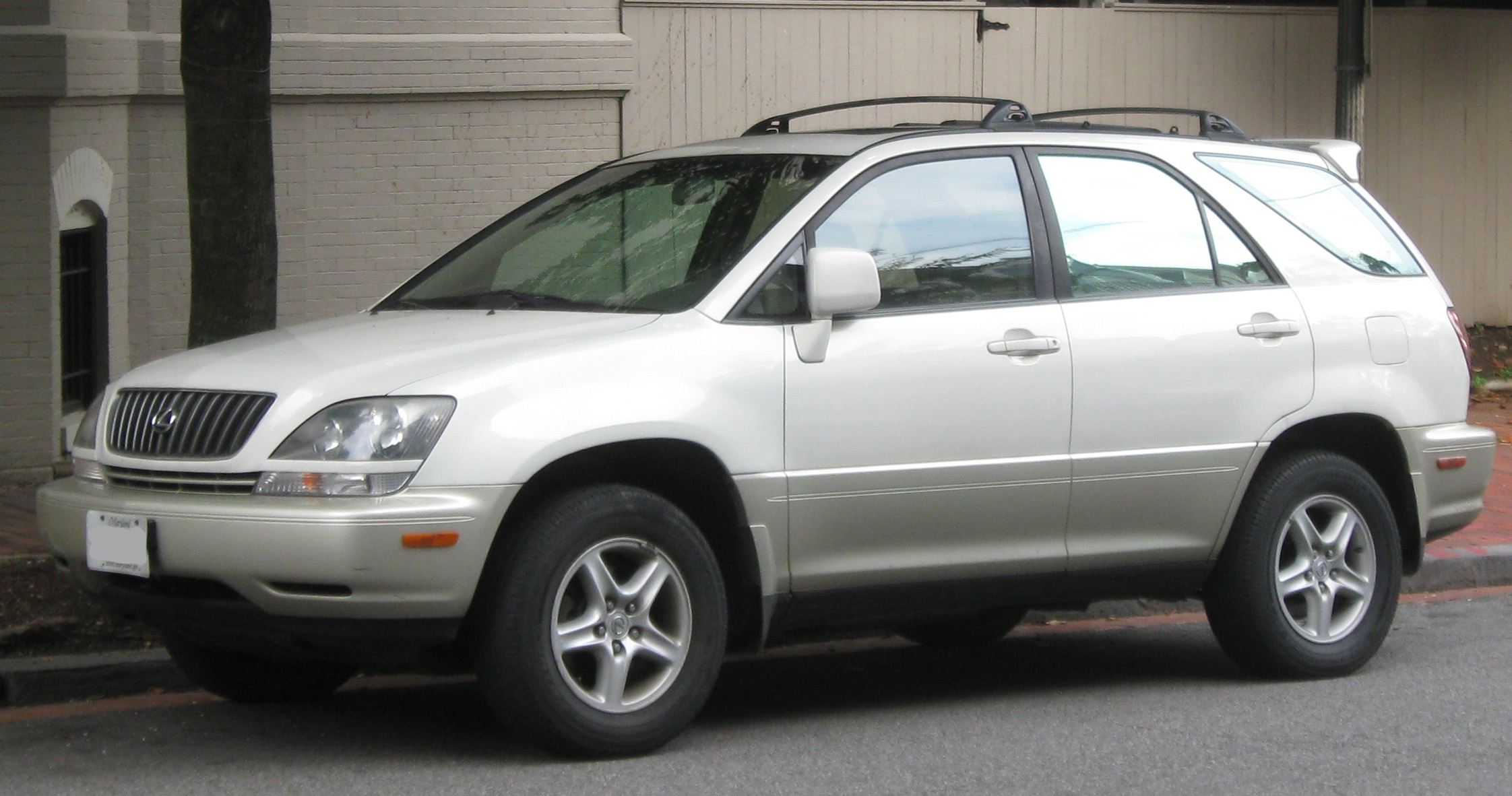
Lexus RX I przed lifitngiem

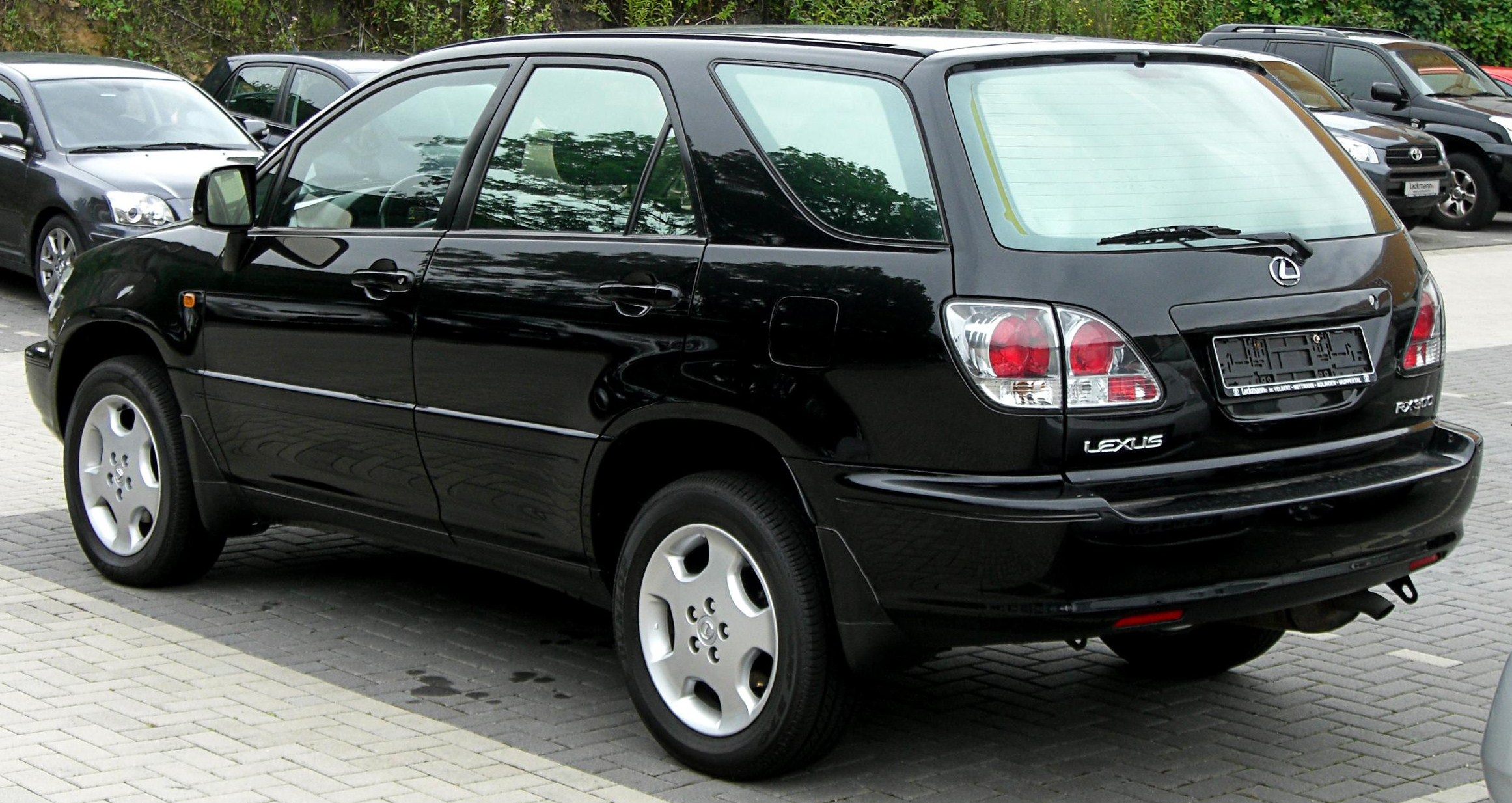
Tył RX I po liftingu

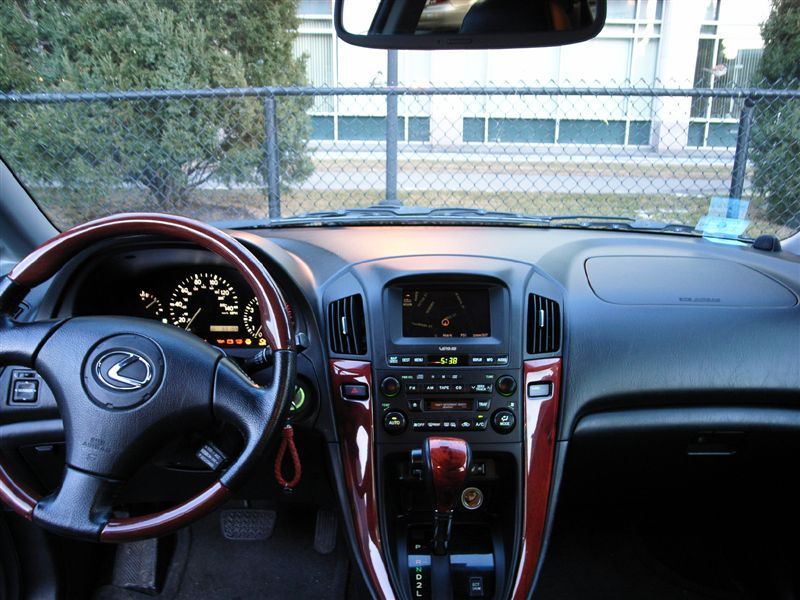
Wnętrze

W 2000 roku auto przeszło facelifting oraz wprowadzono je na rynki europejski i azjatycki. Zmieniono m.in. tylne lampy pojazdu na lampy Lexus look.

### Wersje wyposażeniowe
- Silversport – edycja limitowana 2001
- Coach Edition – edycja limitowana

Standardowo pojazd wyposażony był m.in. w 7-głośnikowy system nagłośnienia marki Pioneer. Opcjonalnie samochód wyposażyć można było w system ESP oraz lepsze systemy nagłośnienia marki Nakamichi.
W 2001 roku poszerzono listę wyposażenia opcjonalnego pojazdu o m.in. system nawigacji satelitarnej. Natomiast system ESP wprowadzono do wyposażenia standardowego każdej wersji pojazdu.

## Druga generacja
Lexus RX II produkowany był w latach 2003 – 2008. Prace nad samochodem rozpoczęto w 1999 roku (rok po debiucie I generacji).

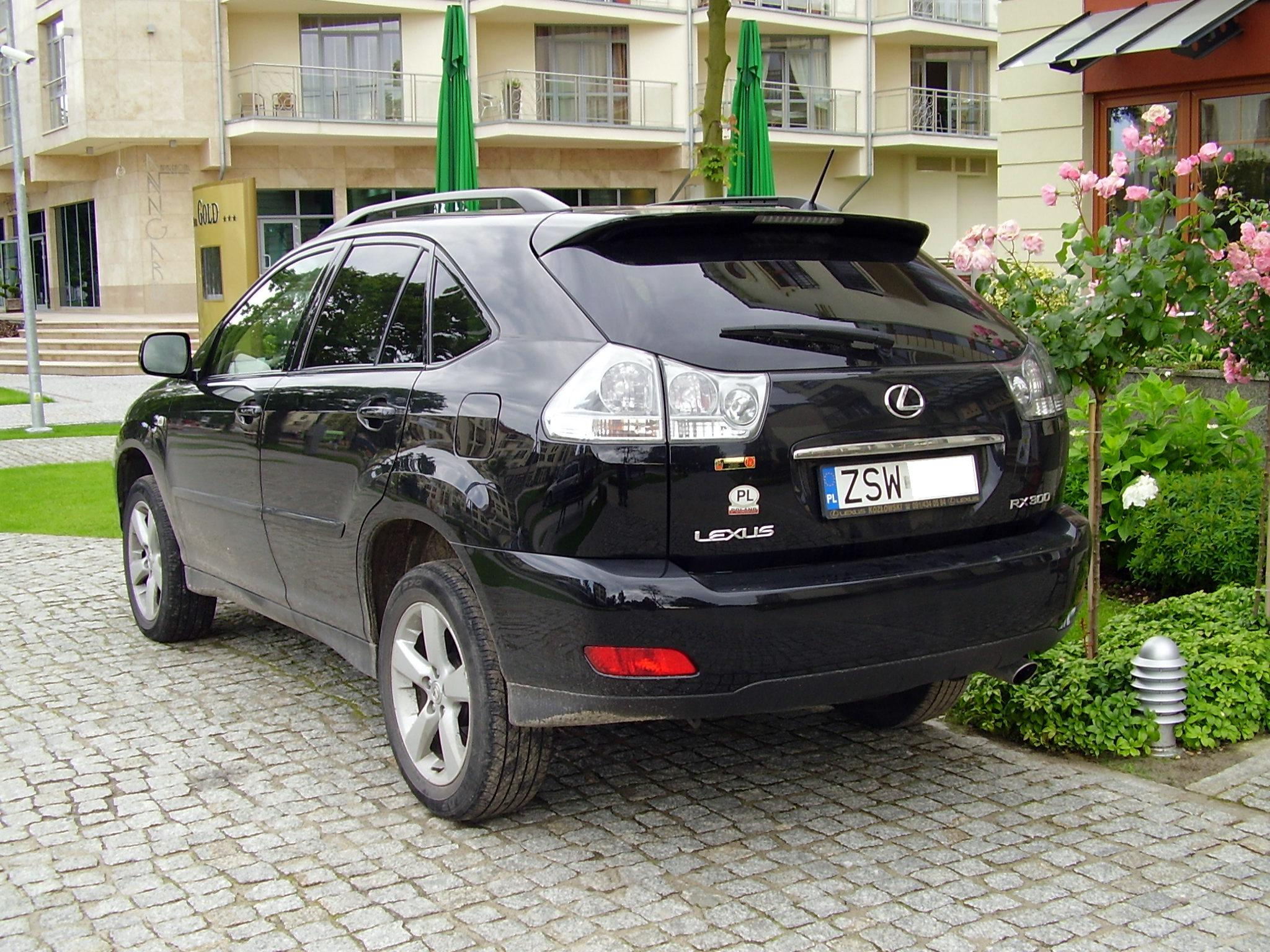
Lexus RX II - tył

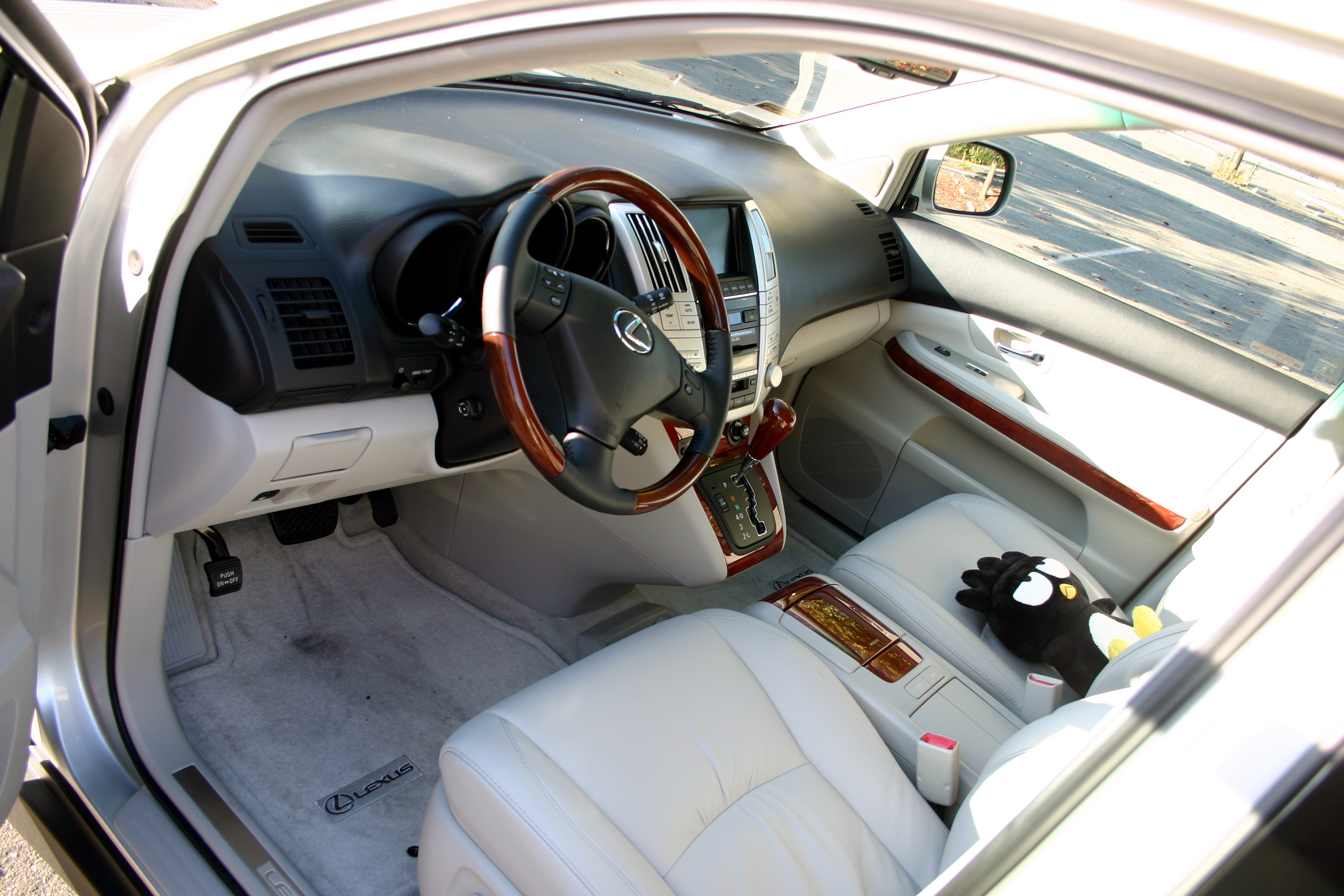
Wnętrze RX II

Pojazd w 2005 roku został zmodernizowany. W 2006 roku w pojeździe zmieniono standardowy silnik V6 3.3 na V6 3.5 (wersja 350). W 2007 roku auto przeszło facelifting. Przemodelowano atrapę chłodnicy, zmieniono światła przeciwmgielne, dodano chromowane klamki.

### Wersja hybrydowa
W 2004 roku wprowadzono do produkcji wersję hybrydową o oznaczeniu 400h. Wersja 400h to tak naprawdę wersja 330 z silnikiem benzynowym V6 o pojemności 3.3 litra wspomaganym przez dwa silniki elektryczne napędzające oś przednią i tylną. W normalnych warunkach pracy silnik benzynowy wspomagany był przez jeden silnik elektryczny napędzający przednią oś pojazdu. Druga jednostka elektryczna napędzająca tylną oś uruchamia się, gdy kierowca wciśnie maksymalnie pedał gazu lub w przypadku utraty przyczepności kół pojazdu. System nazwany Lexus Hybrid Drive generuje dodatkową moc, która łącznie w wersji 400h daje moc 272 KM. RX400h to pierwszy hybrydowy SUV i pierwszy SUV, który spełniał kalifornijskie normy emisji spalin. Silnik wersji hybrydowej pracuje w cyklu Atkinsona, a nie Otto - przez co jest o 30% mniej obciążony. Nie ma wału napędowego, bo tylne koła są napędzane przez silniki elektryczne. Nie ma alternatora, rozrusznika, a ich rolę spełnia silnik elektryczny.

### Wersje wyposażeniowe
- Thundercloud – edycja limitowana, Stany Zjednoczone, 2005 – 6500 egzemplarzy
- Pebble Beach – 6000 egzemplarzy

Standardowe wyposażenie pojazdu obejmuje m.in. doświetlanie zakrętów, nawigację, asystent parkowania z kamerą, odmrażacz wycieraczek przednich, poduszkę kolanową, ekran dotykowy "7", biksenony, bluetooth, tryb B w automacie stosowany do silniejszego hamowania silnikiem, płaską podłogę po złożeniu tylnych siedzeń, przesuwane tylne siedzenia.

## Trzecia generacja
Lexus RX III produkowany był od 2008 do 2015 roku. Pierwowzorem pojazdu był zaprezentowany w 2007 roku koncept LF-Xh (Lexus Future-Crossover hybrid).

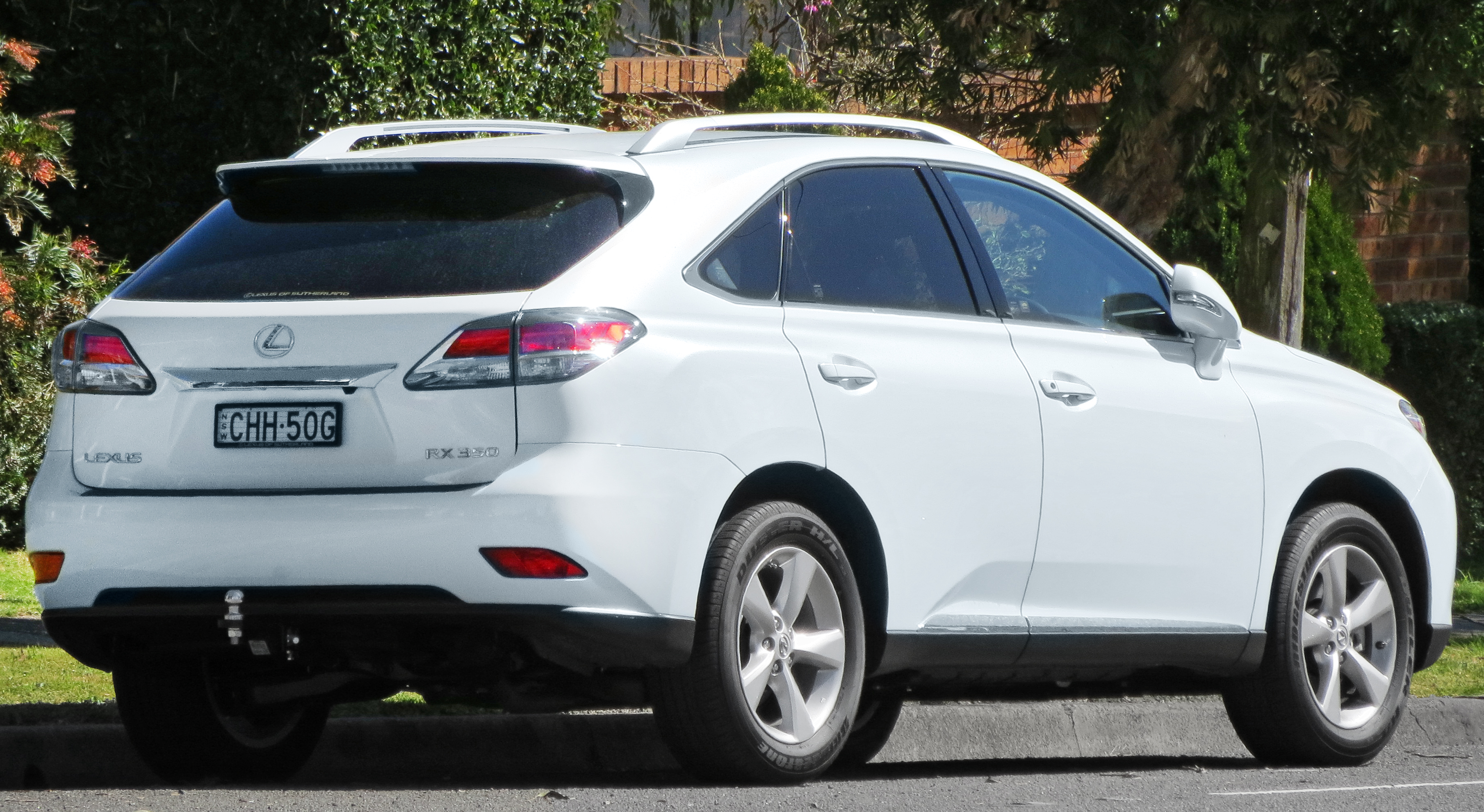
Tył RX III przed liftingiem

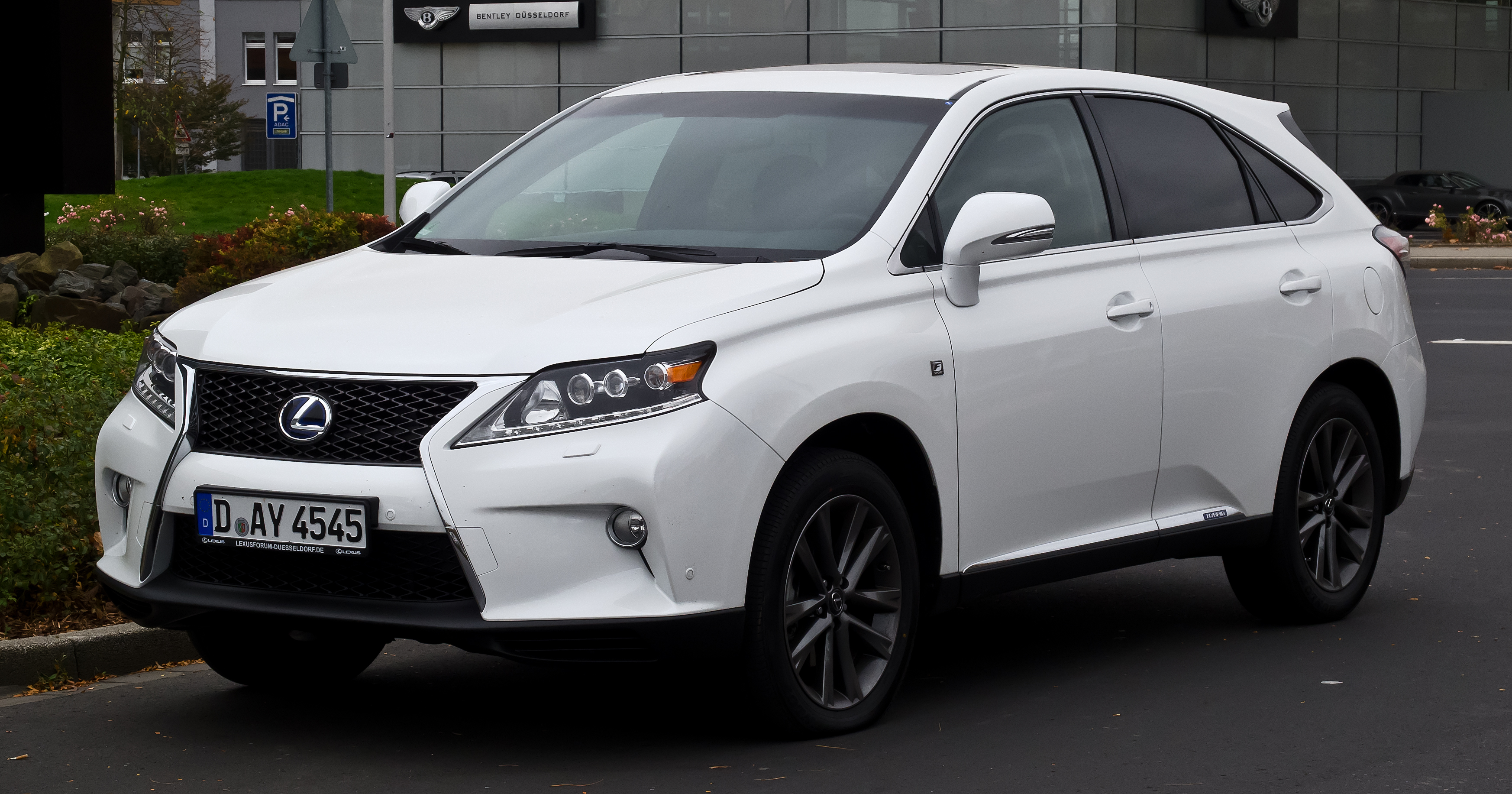
Lexus RX III po liftingu

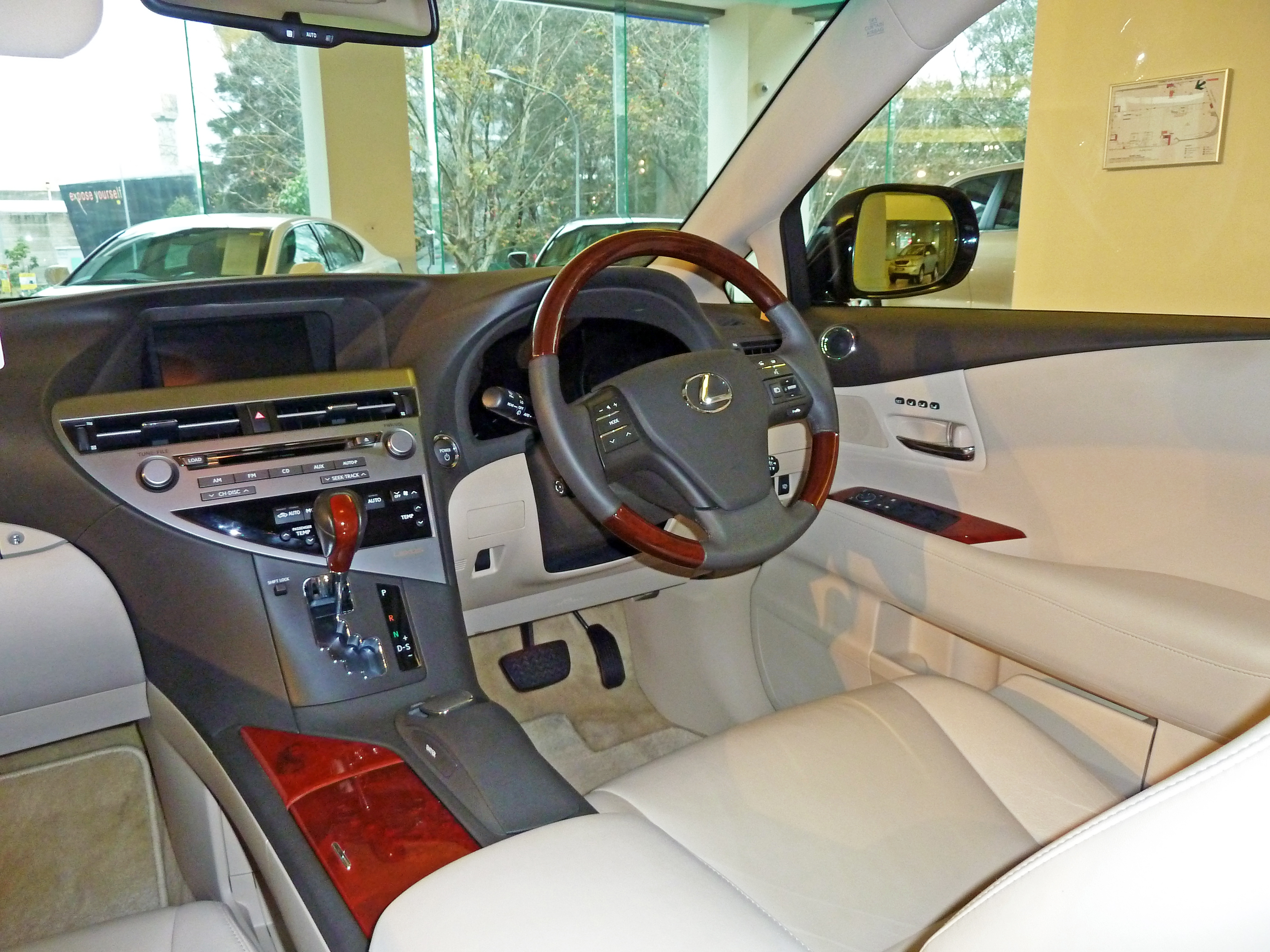
Wnętrze

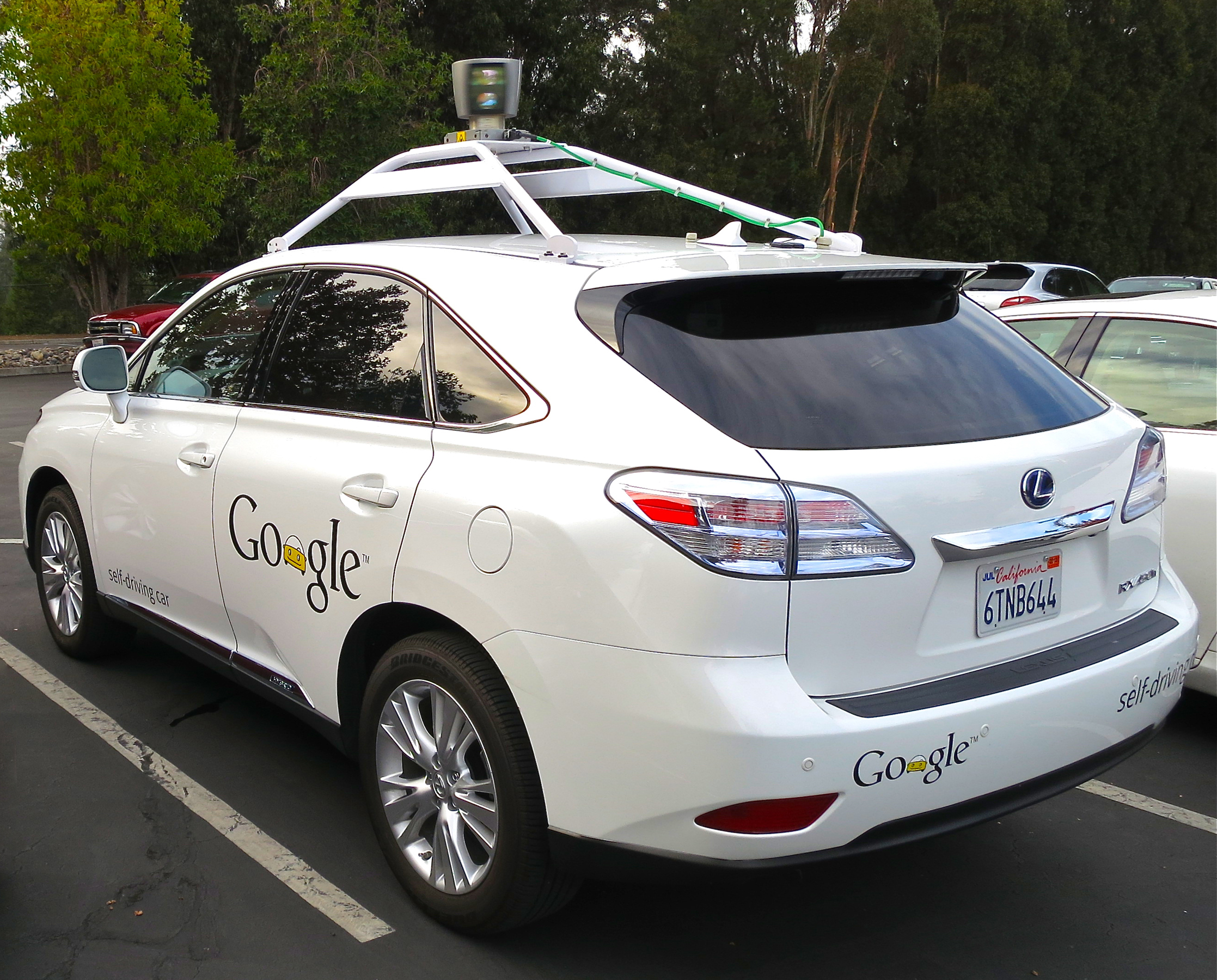
Zmodyfikowany Lexus RX 450h, wykorzystywany przez Google do prób drogowych samochodów autonomicznych

Wraz z trzecią generacją auta pojazd po raz pierwszy trafił na rynek japoński, na którym zrezygnowano z Toyoty Harrier
W 2012 roku auto przeszło facelifting. Pojazd upodobniono do innych obecnie produkowanych modeli marki Lexus. Zmieniono m.in. przód pojazdu, w którym zastosowano charakterystyczną dla nowych modeli marki atrapę chłodnicy z reflektorami wyposażonymi w światła do jazdy dziennej wykonane w technologii LED. Z tyłu przestylizowano światła.

### Wersja hybrydowa
Lexus RX w wersji z napędem hybrydowym występuje pod nazwą 450h. Koła przednie napędzane są przez hybrydową jednostkę napędową Lexus Hybrid Drive, w ramach której silnik benzynowy o pojemności 3.5 litra współpracuje z dwoma silnikami elektrycznymi. W wersji z napędem na cztery koła w systemie E-Four dodatkowy, trzeci silnik elektryczny napędza koła tylnej osi pojazdu, załączając się w przypadku utraty przyczepności kół oraz przy maksymalnym przyśpieszeniu. Maksymalna łączna moc napędu to 299 KM.

### Wersje wyposażeniowe
- Elegance
- Elite
- F Sport
- Prestige

Standardowe wyposażenie każdej wersji pojazdu od 2008 roku obejmuje m.in. system odzyskiwania ciepła z wydechu pozwalający szybciej rozgrzać silnik po ponownym jego uruchomieniu przy ruszaniu oraz chłodzony wodą system recyrkulacji spalin, który wpływa na zmniejszenie zanieczyszczeń w spalinach, system audio marki Mark Levinson, system nawigacji satelitarnej z bieżącymi informacjami o pogodzie i natężeniu ruchu, wyświetlacz HUD, czyli wyświetlanie na szybie m.in. prędkości pojazdu.

### Lexus RX jako doświadczalny samochód autonomiczny
W roku 2012 firma Google dołączyła hybrydowe Lexusy RX do swej floty doświadczalnych samochodów autonomicznych. Pięć lat później w barwach Google jeździły już wyłącznie Lexusy RX 450h w liczbie 23 sztuk.

## Czwarta generacja
Lexus RX IV został po raz pierwszy zaprezentowany podczas targów motoryzacyjnych w Nowym Jorku na początku 2015 roku. Europejska premiera pojazdu miała miejsce podczas targów motoryzacyjnych we Frankfurcie we wrześniu 2015 roku.

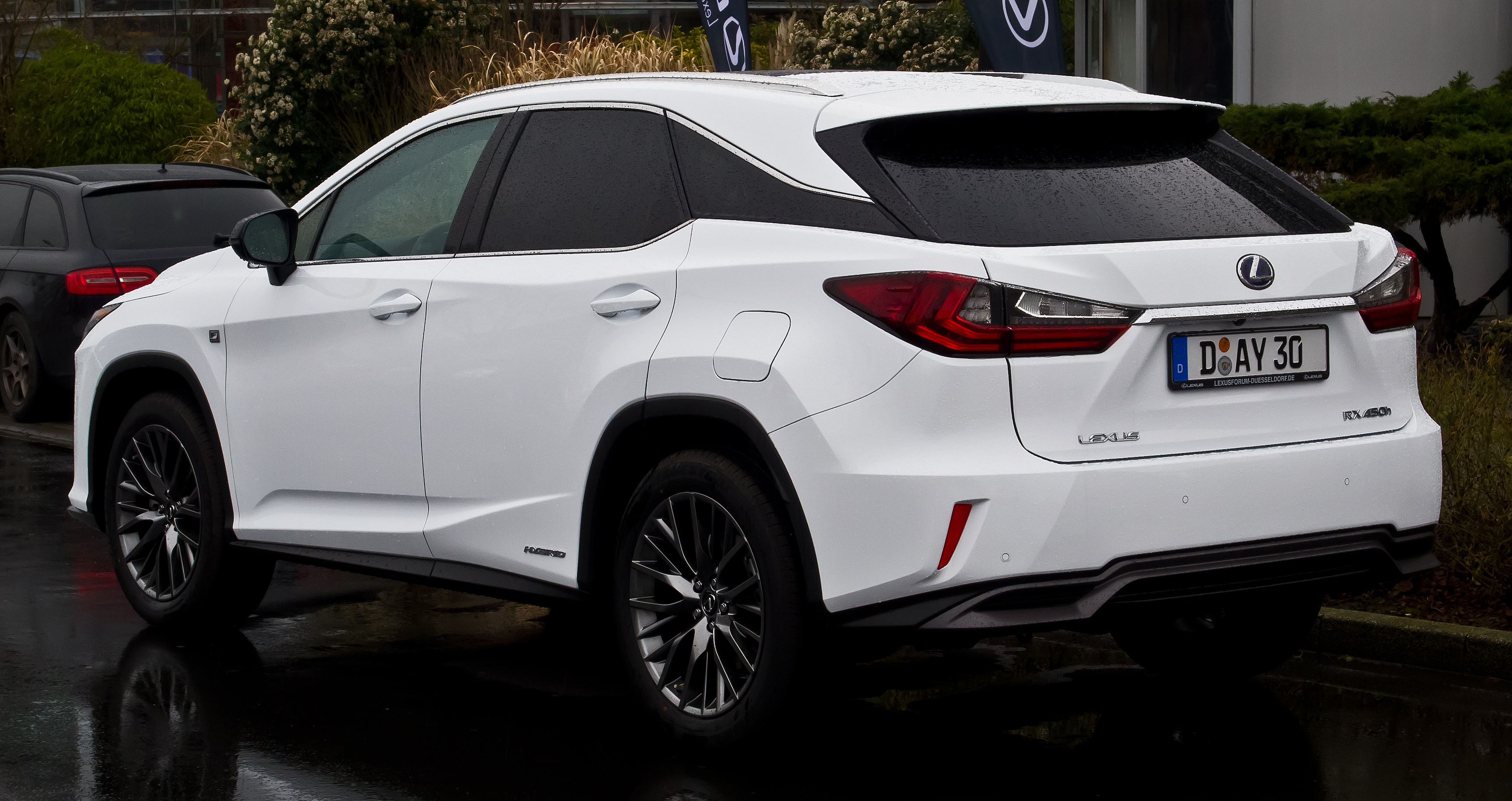
Tył RX IV przed liftingiem

Stylistyka pojazdu nawiązuje do innych współczesnych modeli marki z charakterystyczną atrapą chłodnicy w kształcie klepsydry. W porównaniu do poprzedniej generacji samochód urósł – rozstaw osi zwiększono o ok. 10 cm. Do wykończenia wnętrza wykorzystano elementy ze skóry i naturalnego drewna.
Samochód jest dostępny w wersji benzynowej oraz hybrydowej. Napęd konwencjonalny wersji RX 200t stanowi dwulitrowy, turbodoładowany silnik o zmiennym cyklu pracy, standardowo sprzężony z 6-stopniową automatyczną skrzynią biegów. Hybrydowa wersja RX 450h wykorzystuje pracujący w cyklu Atkinsona 3,5-litrowy benzynowy silnik V6. Obie wersje mają standardowo napęd wszystkich kół, w modelu RX 450h zrealizowany w oparciu o technologię E-Four.
Lexus RX czwartej generacji zaopatrzony jest w zaawansowany system czynnego bezpieczeństwa jazdy Lexus Safety System +. W grudniu 2015 roku model ten uzyskał maksymalną ocenę 5 gwiazdek w testach Euro NCAP.
W latach 2017–2018 w Kalifornii firma Apple używała samochodów Lexus RX 450h jako pojazdów testowych w badaniach nad pojazdami autonomicznymi.

### Lexus RX L

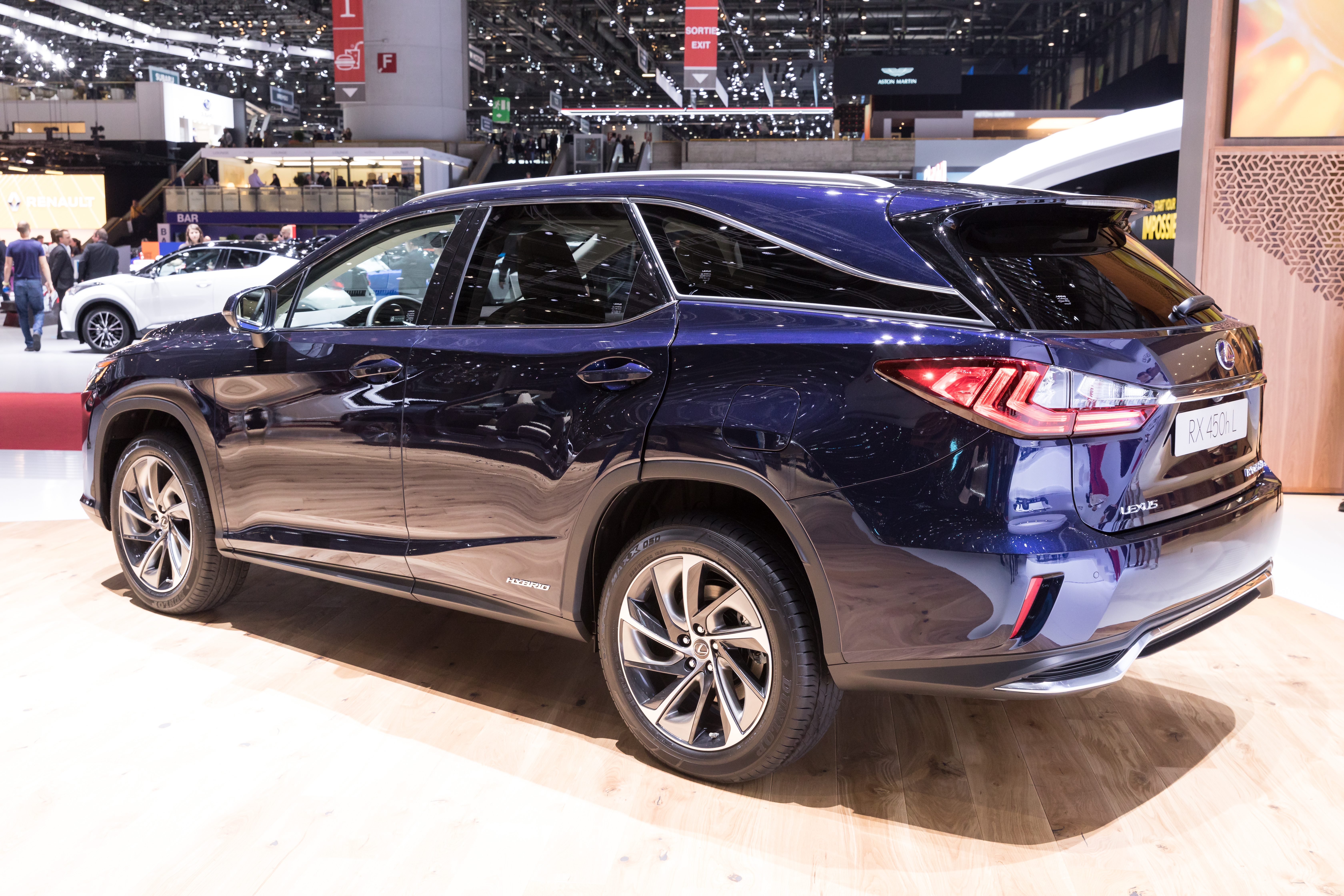
Lexus RX L

W listopadzie 2017 r. na wystawie w Los Angeles przedstawiono siedmioosobową wersję modelu RX. Miejsce dla trzeciego rzędu siedzeń dla dwóch osób wygospodarowano przez wydłużenie tylnej części nadwozia o 110 mm. Zwiększenie kąta nachylenia tylnej szyby zapewniło większą przestrzeń nad głowami dodatkowych pasażerów, a nieznaczne podniesienie drugiego rzędu foteli - więcej miejsca dla ich nóg.
Przedłużony RX jest dostępny w dwóch wersjach silnikowych: RX 350L z 3,5-litrowym benzynowym silnikiem V6 o mocy 216 kW (294 KM) oraz RX 450hL z hybrydową jednostką napędową o łącznej mocy 313 KM.
Podobnie jak RX w krótszej odmianie nadwoziowej, Lexus RX L zdobył pięć gwiazdek w testach zderzeniowych Euro NCAP. 

### Wersje wyposażeniowe
- Elite
- Elegance
- F Sport
- Prestige

Standardowe wyposażenie pojazdu obejmuje m.in. dwustrefową klimatyzację, aktywny tempomat, 8-calowy ekran dotykowy.

### Facelifting 2019

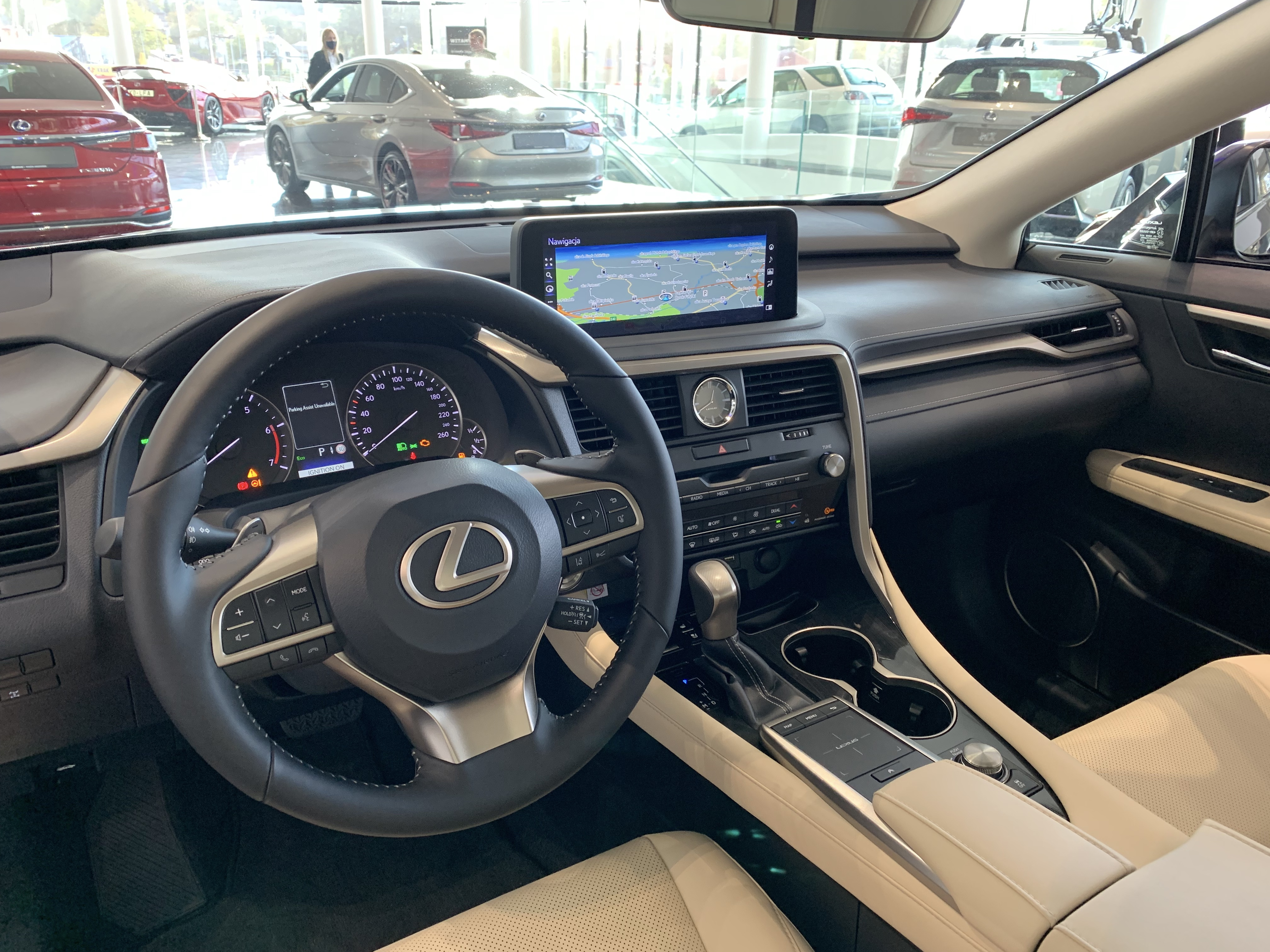
Wnętrze 2021 Lexus RX 300

W 2019 roku modele RX i RX L poddano modernizacji. Zmiany dotknęły nadwozia auta, które zyskało m.in. zmienione zderzaki i światła, a także zostało dodatkowo usztywnione, ponadto ulepszono zawieszenie. SUV Lexusa otrzymał także nowe wyposażenie - pakiet systemów bezpieczeństwa czynnego Lexus Safety System + 2. generacji, nowy ekran dotykowy i system multimedialny obsługujący standardy Apple CarPlay i Android Auto, a także zupełnie nowy system oświetlenia BladeScan AHS, który dzięki zastosowaniu ruchomych zwierciadeł pozwala na lepsze doświetlanie pobocza drogi, jednocześnie nie oślepiając kierowców jadących z przodu lub z naprzeciwka. Odświeżone wnętrze modelu zostało nagrodzone za ergonomię i sprawność systemu multimedialnego oraz układów wspomagających kierowcę i znalazło się na liście Wards 10 Best UX.   
Lexus RX 2021 otrzymał wyróżnienie Top Safety Pick przyznawane przez amerykańską organizację Insurance Institute for Highway Safety. By je zdobyć, samochód musiał pomyślnie przejść szereg testów zderzeniowych. Badacze oceniali również skuteczność systemów bezpieczeństwa czynnego i działanie przednich świateł.   

## Piąta generacja
1 czerwca 2022 roku Lexus zaprezentował 5. generację modelu RX.

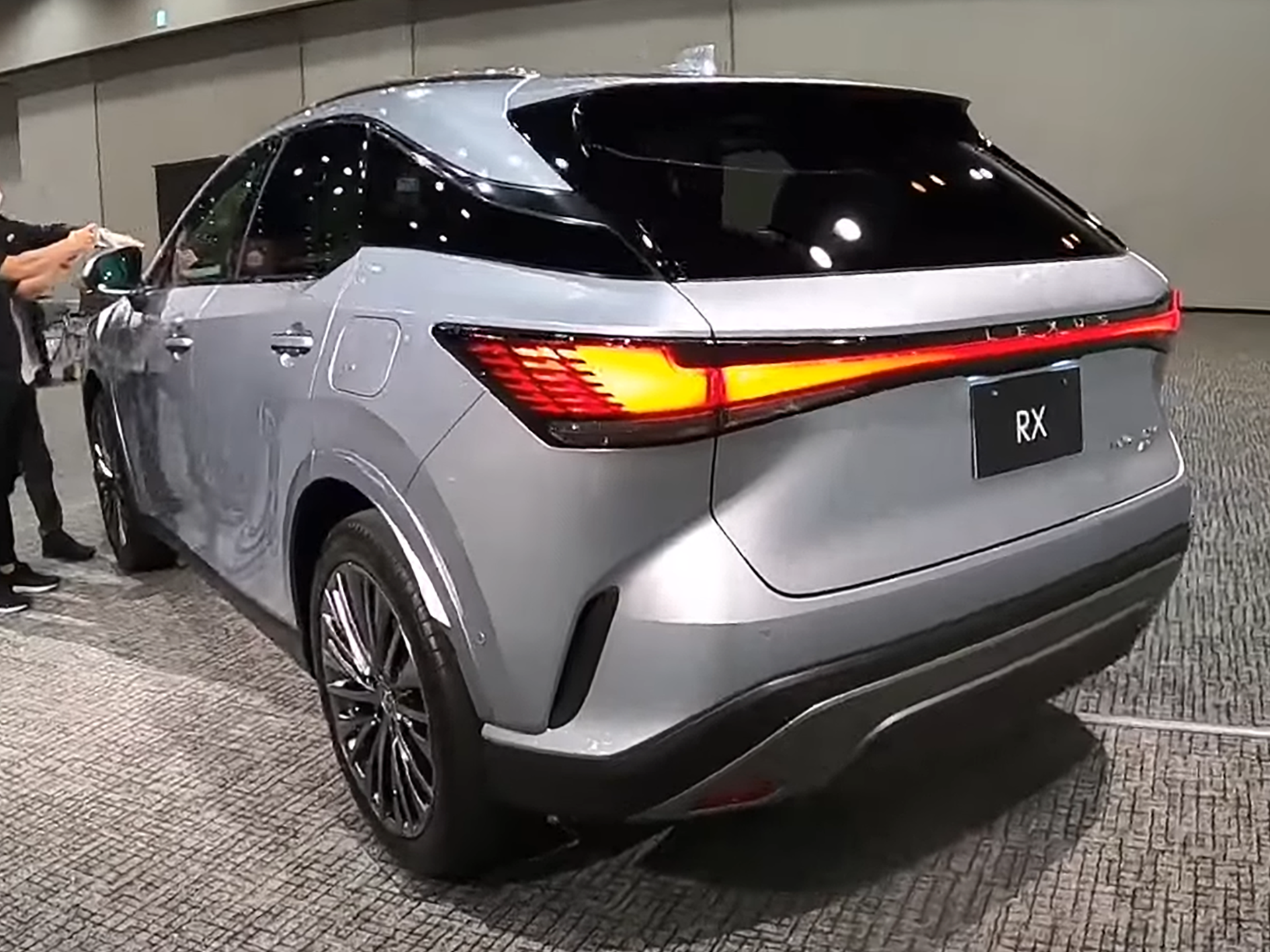
Tył RX V

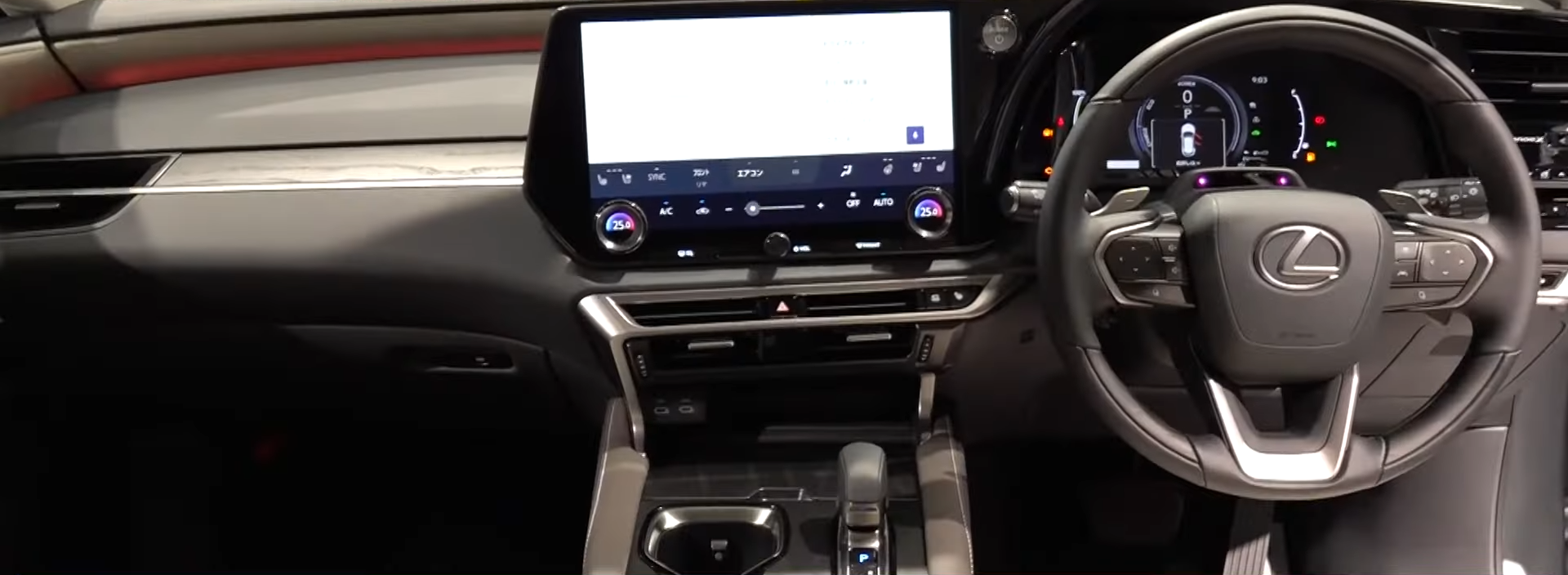
Wnętrze RX V

Samochód nawiązuje stylistycznie do poprzednika i najnowszych modeli marki. Uwagę zwracają przede wszystkim nowy kształt atrapy chłodnicy oraz zmienione światła z listwą świetlną na pokrywie bagażnika, a także bardziej smukła sylwetka. Wnętrze powstało według nowego projektu, jego centralnym elementem jest 14-calowy wyświetlacz z ekranem dotykowym służący do obsługi nowego systemu multimedialnego. 
Lexus RX 5. generacji bazuje na nowej platformie GA-K, tej samej co model NX, lecz zmodyfikowanej na potrzeby większego auta. W ofercie modelu znalazły się nowe hybrydowe jednostki napędowe. Podstawową jest wersja 350h o mocy 245 KM z silnikiem benzynowym o pojemności 2,5 l. Po raz pierwszy model jest też dostępny z hybrydą plug-in. Układ otrzymał oznaczenie 450h+ i dysponuje mocą 306 KM. Według danych producenta wspomniany napęd jest najoszczędniejszy w historii modelu RX – średnie zużycie paliwa w cyklu WLTP wynosi od 1,1 l/100 km. Nowością jest ponadto wariant oznaczony jako 500h+, w którym pod maską pracuje 371-konny napęd hybrydowy z turbodoładowanym silnikiem benzynowym 2,4 l.

### Wersje wyposażeniowe
- Elegance
- BUSINESS
- Prestige
- F Sport Edition
- F Sport
- Omotenashi

W podstawowym wyposażeniu modelu RX znalazły się m.in. elektroniczne klamki, trzystrefowa klimatyzacja, inteligentny kluczyk, system multimediów z 14-calowym ekranem dotykowym, asystent głosowy oraz pakiet systemów bezpieczeństwa czynnego Lexus Safety System +.